# ルームシェア

ルームシェアする女性たち（1943年）

ルームシェア（英語：roomshare）は、すまいの居住形態の一つ。ひとつの住居を親族関係や恋愛関係にない他人同士が、シェアして（つまり共同で借りたり、共有して）居住することを指す。

## 概説

### 語義
イギリスでは形態によって以下のように使い分けがなされる。
- roomshare：1つの部屋を複数の居住者が利用する形態
- flatshare：1つの集合住宅を複数の居住者が利用する形態
- sharehome：1つの戸建住宅を複数の居住者が利用する形態

総称の場合は単に“share”と呼ばれる。
アメリカにおいてroomshareは、文脈によりどの形態にも当てはまる。シェアする相手を「ルームメイト(room mate)」などと言う。
フランスではColocation（コロカシオン、共同賃貸の意。英語におけるコロケーション）と言う。
中国では「蟻族」と呼ばれる高学歴層の余剰問題の文脈で語られている。

## 日本におけるルームシェア
日本語では形態を問わず「ルームシェア」と呼ぶのが一般的である。また同居人の事を通常ルームメイトと呼ぶ。
主に、賃貸住宅（賃貸マンションの一室や戸建て住宅）を確保し、各部屋を各居住者のプライベートルーム（寝室など）とし、台所や茶の間は共有スペースとして利用する形態が典型的である。
目的として
- 家賃・光熱費などの住居費の節約のため
- 安全上の利点（同居人がいると安心、など）のため
- 異文化交流、語学学習のため

が挙げられる。
日本では住宅の賃貸契約において居住者を限定することがほとんどで、たとえ出産などによるものであっても無届けで居住者が増えた場合は賃貸契約違反とされることがある。また賃貸物件の所有者（貸主、大家）が、親族ではない他人同士の共同入居（同棲を含む）を好まないことが多いため、日本国外に比べルームシェアはそれほど盛んではない。
入居時に代表責任者を決めること、特定の者だけを居住させること、居住者全員にそれぞれ連帯保証人を付けることなどを条件に入居が可能となる場合が多いが、いずれにせよ貸主次第である。共有スペースとされがちなLDKなどが広く取られている物件は適さないため、築年数が経ったものに多い個室重視の間取りの物件が多くルームシェアに利用される傾向がある。また、都市再生機構（UR賃貸住宅）でもハウスシェアリング制度を導入している。

### 問題点
- ルームシェア用に作られた建物において、狭い個室が多数並んでいたり、火災報知器の設備が無いなど、消防法に違反する状態となっている建物が多数存在することが、東京消防庁などの指摘で判明している[2]。国土交通省は実態調査を実施したものの、グレーゾーンの業者が回答しておらず、優良業者のみが回答していて誤解を招きかねないとして、公表を見送っている[3]。（詳細はシェアハウス#歴史を参照）
- ルームシェアは、その性質上、それまで会ったこともない全くの赤の他人と共同生活することも少なくない。同居相手の人となりが詳しく判明しない状態で共同生活を行なうことから、同居相手とのトラブルに発展することがある。また、貴重品などの盗難被害に遭うリスクも伴う。

## 日本におけるルームシェアサービス
- SumaiShare.com（ルームメイトを自動でマッチング, 2024年3月リリース）

## ルームシェアを扱った作品
- 戦場のガールズライフ（BSフジのテレビドラマ）（吉川トリコ作の小説）
- きっと忘れない（映画）
- スパニッシュ・アパートメント（映画）
- ルームメイト（映画）
- ロングバケーション（フジテレビ系列のテレビドラマ）
- ランチの女王（フジテレビ系列のテレビドラマ）
- 下北GLORY DAYS（マンガ、テレビ東京系列でドラマ化された）
- NANA（矢沢あい作の漫画）
- ラスト・フレンズ（フジテレビ系列のテレビドラマ）
- 愛がいない部屋（石田衣良作の短編小説集）
- アッシュベイビー（小説）
- パレード(吉田修一の小説)
- Room Of King（フジテレビ系列のテレビドラマ）
- 僕らはみんな河合荘（宮原るり作の漫画、TBSテレビにてアニメ化された）
- もののけ◇しぇありんぐ（クール教信者作の漫画）
- ルームメイツ（漫画）
- 女子的生活（小説）
- グッドモーニング・コール（マンガ、フジテレビ系列でドラマ化された）

## ルームシェアを扱った番組
- ルームシェア（フジテレビ系列で放送されている男女の芸能人がルームシェアする恋愛トークバラエティ。司会は千原ジュニア、高島彩）

## 参考書籍
- 阿部 珠恵、茂原 奈央美『シェアハウス わたしたちが他人と住む理由』（初版）（株）辰巳出版、東京都、2012年11月20日。ISBN 978-4-7778-1054-3。
- 丁 志映 著「第2章 様々な人々が混ざり住む「シェア居住」」、日本住宅会議 編『若者たちに「住まい」を！ 格差社会の住宅問題』 774巻（初版）、岩波書店、東京都〈岩波ブックレット〉、2008年12月9日。ISBN 978-4000094443。